# 红色行动/红色倡议
红色行动/红色倡议是一个共产主义组织，活动在克罗地亚和塞尔维亚。该组织成立于2020年2月17日，由克罗地亚的“红色行动”组织（成立于2008年10月）和塞尔维亚的“红色倡议”组织（成立于2002年6月）合并而成。它自称为反帝国主义组织，强烈反对北约，并且以用红漆攻击北约标志而闻名。它还认为，欧盟是保卫西欧帝国主义和剥削东欧及世界其他地区的工具。